# Lanzlberg
Lanzlberg ist ein Gemeindeteil der Gemeinde Haibach im niederbayerischen Landkreis Straubing-Bogen.
Die Einöde liegt auf der Gemarkung Elisabethszell, einen Kilometer östlich (Luftlinie)  des Ortskerns von Haibach in einer gut acht Hektar großen Rodungsinsel auf dem Gipfel des 669 Meter hohen Sommerbergs. Bis Ende 1978 war Lanzlberg ein Gemeindeteil der ehemaligen Gemeinde Elisabethszell. Die Straßenanbindung erfolgt durch eine einen Kilometer lange Stichstraße ab der Kreisstraße SR 13.
Einwohnerentwicklung
| Jahr      | 1838 | 1861 | 1871 | 1875 | 1885 | 1900 | 1925 | 1950 | 1961 | 1970 | 1987 |
| --------- | ---- | ---- | ---- | ---- | ---- | ---- | ---- | ---- | ---- | ---- | ---- |
| Einwohner | 14   | 6    | 10   | 11   | 13   | 13   | 9    | 9    | 11   | 15   | 12   |